# Dan Mori
Dan Mori (in ebraico דן מורי‎?; Tel Aviv, 8 novembre 1988) è un calciatore israeliano, centrocampista del Beitar Ramat Gan.

## Palmarès

### Club

#### Competizioni nazionali
- Coppa d'Israele: 1

Bnei Yehuda: 2018-2019